# 피스타치오
피스타치오(영어: pistachio 피스태시오[*], 이탈리아어: pistacchio 피스타키오[*], Pistachia vera)는 옻나무과에 속하며 원산지는 중앙아시아, 서아시아이다. 터키, 이탈리아 등 지중해 연안과 이란 등에 분포한다.
구약성서 창세기 편에도 등장할 만큼 오랜 역사를 가지고 있는 피스타치오는 중동지방에서 처음 재배되기 시작했고, 독특한 맛 때문에 시바의 여왕이 좋아했던 식품으로도 유명하다.
피스타치오는 익을 때 껍질이 저절로 벌어지면서 쪼개지는 소리가 들리는데, 이 소리를 들으면 행운이 찾아온다는 전설이 있어 피스타치오 나무 밑은 오랫동안 연인들의 밀월 장소가 되어왔다고 한다.
달걀 모양 비슷한 타원형이고 약간 붉은빛이 나는 노란색을 띄고 있으며 날것으로 먹거나 과자, 아이스크림의 재료로 주로 사용된다.
담배에 들어 있는 독소로부터 몸을 보호하는 역할을 하기 때문에 흡연자들에게는 널리 알려진 건강식품이며, 지방과 콜레스테롤이 낮아 금연시 군것질거리로도 좋다.
건과류와 견과류는 이란을 방문하는 관광객들과 현지인들 사이에서 가장 인기 있는 선물이다. ‘웃는 피스타치아’로 유명한 케르만 피스타치아는 이란 내에서 가장 우수한 품종이다.

## 어원
영어 ‘피스타치오(pistachio)’는 이탈리아어 ‘피스타키오(pistacchio)’에서 왔는데, 이는 라틴어 ‘피스타키움(pistacium)’과 고대 그리스어 ‘피스타키온(πιστάκιον)’으로 거슬러 올라간다. 어원을 더 거슬러 올라가면 이는 고대 페르시아어에서 왔다.

## 피스타치오와 건강
4일 한국식품커뮤니케이션포럼(KOFRUM)에 따르면 미국의 여성 건강지 ‘우먼스 헬스’(Women‘s Health) 최근호엔 피스타치오의 5가지 건강 효과를 다룬 기사(5 Ways Pistachios Give You More Nutritional Bang for Your Buck For starters, one serving contains as much protein as a large egg)가 소개됐다.
매일 오후 간식으로 먹거나 아침에 요거트나 오트밀에 피스타치오를 첨가하면 5가지 건강상 혜택을 누릴 수 있다는 것이다.
1. 피스타치오는 식물성 식품이지만 9가지 필수 아미노산이 모두 함유된 완전 단백질이다.
2. 혈당 조절을 돕는다.
3. 혈압을 낮춘다. 호두ㆍ아몬드 등 모든 견과류는 심장 질환의 위험을 낮추는데 도움을 줄 수 있지만, 피스타치오의 심장 보호 효과는 더 두드러진다.
4. 체중 감량에 이롭다.
5. 피스타치오는 항산화 견과류다.[6]